# Kyle Nelson
Kyle Nelson (Huntsville, Ontario; 20 de abril de 1991) es un artista marcial mixto canadiense que actualmente compite en la división de peso pluma del Ultimate Fighting Championship (UFC). Anteriormente compitió en la promoción RXF, así como por Elite 1 MMA. Nelson es un ex campeón de peso pluma en Elite 1 MMA.

## Carrera de artes marciales mixtas

### Carrera temprana
Nacido y criado en Huntsville, Ontario, Canadá, Nelson comenzó a competir en artes marciales mixtas en 2011. Mantuvo un récord amateur de 2-1 y luego compitió en promociones profesionales locales de América del Norte. Durante este tiempo ganó el Campeonato de peso pluma Elite 1 MMA y también luchó por el Campeonato de peso ligero en TXC MMA. Luego firmó con RXF en Rumania, Europa y luego con UFC en 2018.

### Ultimate Fighting Championship
Nelson hizo su debut promocional el 8 de diciembre de 2018, con poca antelación contra Carlos Diego Ferreira, reemplazando a Jesse Ronson en UFC 231. Perdió la pelea por nocaut técnico en el segundo asalto.
Al regresar al peso pluma, Nelson se enfrentó a Matt Sayles el 4 de mayo de 2019 en UFC on ESPN+ 9. Perdió la pelea por sumisión mediante estrangulamiento de triángulo de brazo 3:16 en la ronda 3.
Nelson peleó a continuación en UFC on ESPN+ 17 el 21 de septiembre de 2019 contra Polo Reyes. Ganó la pelea por nocaut técnico a las 1:36 del primer asalto, lo que le valió su primera victoria en el UFC.
Nelson estaba programado para enfrentar a Sean Woodson en una pelea de peso intermedio de 150 libras el 27 de junio de 2020 en UFC on ESPN: Poirier vs. Hooker. Sin embargo, Nelson fue retirado del evento debido a un problema de visa y fue reemplazado por Julian Erosa.
Nelson se enfrentó a Billy Quarantillo el 12 de septiembre de 2020 en UFC Fight Night: Waterson vs. Hill. Perdió la pelea por nocaut en el tercer asalto.
Nelson se enfrentó a Jai Herbert el 23 de julio de 2022 en UFC Fight Night: Blaydes vs. Aspinall. Perdió la pelea por decisión unánime.
Nelson se enfrentó a Choi Doo-ho el 4 de febrero de 2023 en UFC Fight Night 218. La pelea terminó por empate mayoritario.
Nelson se enfrentó a Blake Bilder el 10 de junio de 2023 en UFC 289. Ganó la pelea por decisión unánime.
Nelson se enfrentó a Fernando Padilla el 16 de septiembre de 2023 en UFC Fight Night 227. Ganó la pelea por decisión unánime.
Nelson se enfrentó a Bill Algeo el 30 de marzo de 2024 en UFC on ESPN 54. Ganó la pelea por nocaut técnico en el primer asalto. 
Nelson está programado para enfrentarse a Calvin Kattar el 7 de septiembre de 2024 en UFC Fight Night 244.

## Campeonatos y logros
- Elite1 Mixed Martial Arts
  - Campeonato de Peso Pluma [8]

## Récord de artes marciales mixtas
| Récord profesional | Récord profesional | Récord profesional |
| 22 peleas          | 16 victorias       | 5 derrotas         |
| ------------------ | ------------------ | ------------------ |
| Nocaut             | 6                  | 2                  |
| Sumisión           | 4                  | 1                  |
| Decisión           | 6                  | 2                  |
| Empate             | 1                  | 1                  |

| Resultado     | Récord | Oponente              | Método                        | Evento                                   | Fecha                    | Ronda | Tiempo | Localización                | Notas                                                             |
| ------------- | ------ | --------------------- | ----------------------------- | ---------------------------------------- | ------------------------ | ----- | ------ | --------------------------- | ----------------------------------------------------------------- |
| Victoria      | 16–5–1 | Bill Algeo            | TKO (golpes)                  | UFC on ESPN: Blanchfield vs. Fiorot      | 30 de marzo de 2024      | 1     | 4:00   | Atlantic City, Nueva Jersey |                                                                   |
| Victoria      | 15–5–1 | Fernando Padilla      | Decisión (unánime)            | UFC Fight Night: Grasso vs. Shevchenko 2 | 16 de septiembre de 2023 | 3     | 5:00   | Las Vegas, Nevada           |                                                                   |
| Victoria      | 14–5–1 | Blake Bilder          | Decisión (unánime)            | UFC 289                                  | 10 de junio de 2023      | 3     | 5:00   | Vancouver, British Columbia |                                                                   |
| Sin resultado | 13–5–1 | Choi Doo-ho           | Empate (mayoritario)          | UFC Fight Night: Lewis vs. Spivak        | 4 de febrero de 2023     | 3     | 5:00   | Londres,                    | A Choi se le descontó 1 punto en la ronda 3 debido a un cabezazo. |
| Derrota       | 13–5   | Jai Herbert           | Decisión (unánime)            | UFC Fight Night: Blaydes vs. Aspinall    | 23 de julio de 2022      | 3     | 5:00   | Londres,                    | Pelea de peso ligero.                                             |
| Derrota       | 13–4   | Billy Quarantillo     | KO (puñetazo)                 | UFC Fight Night: Waterson vs. Hill       | 12 de septiembre de 2020 | 3     | 0:07   | Las Vegas, Nevada           |                                                                   |
| Victoria      | 13–3   | Polo Reyes            | TKO (golpes)                  | UFC Fight Night: Rodríguez vs. Stephens  | 21 de septiembre de 2019 | 1     | 1:36   | Ciudad de México            |                                                                   |
| Derrota       | 12–3   | Matt Sayles           | Sumisión (arm-triangle choke) | UFC Fight Night: Iaquinta vs. Cowboy     | 4 de mayo de 2019        | 3     | 3:26   | Ottawa, Ontario             | Regresó al peso pluma.                                            |
| Derrota       | 12–2   | Carlos Diego Ferreira | TKO (golpes)                  | UFC 231                                  | 8 de diciembre de 2018   | 2     | 1:23   | Toronto, Ontario            |                                                                   |
| Victoria      | 12–1   | Morteza Rezaei        | TKO (golpes)                  | RXF 32                                   | 19 de noviembre de 2018  | 1     | 4:57   | Brașov                      |                                                                   |
| Victoria      | 11–1   | Khama Worthy          | KO (golpes)                   | BTC 1: Genesis                           | 27 de mayo de 2017       | 1     | 1:03   | Toronto, Ontario            |                                                                   |
| Victoria      | 10–1   | Gabriel Mănucă        | Sumisión (rear naked choke)   | RXF 26                                   | 25 de abril de 2017      | 1     | 3:50   | Brașov                      | Pelea de peso ligero.                                             |
| Victoria      | 9–1    | Jonathan Brookins     | Decisión (dividida)           | Fight Night 2                            | 28 de octubre de 2016    | 3     | 5:00   | Medicine Hat, Alberta       |                                                                   |
| Victoria      | 8–1    | Zoltán Turi           | Sumisión (rear naked choke)   | RXF 23: Romania vs. United Kingdom       | 6 de junio de 2016       | 1     | 1:23   | Bucharest                   |                                                                   |
| Victoria      | 7–1    | Justin Bourgeois      | TKO (golpes)                  | Elite 1 MMA                              | 23 de abril de 2016      | 1     | 2:01   | Toronto Ontario             | Ganó el título vacante de peso pluma de Elite 1 MMA.              |
| Derrota       | 6–1    | Adrian Hadribeaj      | Decisión (unánime)            | TXC Legends 6                            | 12 de septiembre de 2015 | 5     | 5:00   | Míchigan                    | Por el campeonato de peso ligero de TXC.                          |
| Victoria      | 6–0    | Ainsley Robinson      | Sumisión (guillotine choke)   | SCC 2                                    | 30 de mayo de 2014       | 1     | 0:42   | Toronto Ontario             |                                                                   |
| Victoria      | 5–0    | Alex Halkias          | Decisión (unánime)            | PFC 2                                    | 8 de marzo de 2014       | 3     | 5:00   | Londres, Ontario            |                                                                   |
| Victoria      | 4–0    | Neelan Hordatt        | Decisión (dividida)           | ECC 11: Redemption                       | 29 de junio de 2013      | 3     | 5:00   | Toronto, Ontario            |                                                                   |
| Victoria      | 3–0    | Maxime Dubois         | TKO (golpes)                  | UGC 32: Moment de Vérité                 | 10 de mayo de 2013       | 2     | 1:36   | Montreal, Quebec            |                                                                   |
| Victoria      | 2–0    | Jo Petahtegoose       | Sumisión (armbar)             | Score Fighting Series 6                  | 19 de septiembre de 2012 | 1     | 2:54   | Sarnia, Ontario             | Debut en peso pluma.                                              |
| Victoria      | 1–0    | Michael Dufort        | Decisión (unánime)            | Ringside MMA 13                          | 17 de marzo de 2012      | 3     | 5:00   | Montreal, Quebec            | Debut en peso ligero. Pelea de la noche.                          |